# Digama hearseyana
Digama hearseyana là một loài bướm đêm thuộc họ Erebidae. Nó được tìm thấy ở Ấn Độ, Nepal và Pakistan.
Sải cánh dài khoảng 30 mm.

## Phụ loài
- Digama hearseyana hearseyana (Ấn Độ, Nepal, Pakistan)
- Digama hearseyana similis (đông bắc Ấn Độ)